# Torre Littoria
Torre Littoria (także: Grattacielo Reale Mutua) – wieżowiec zlokalizowany w centrum Turynu (Włochy), przy Via Giovanni Battista Viotti, obok Piazza Castello. Uważany jest za pierwszy włoski drapacz chmur ery faszystowskiej.

## Historia

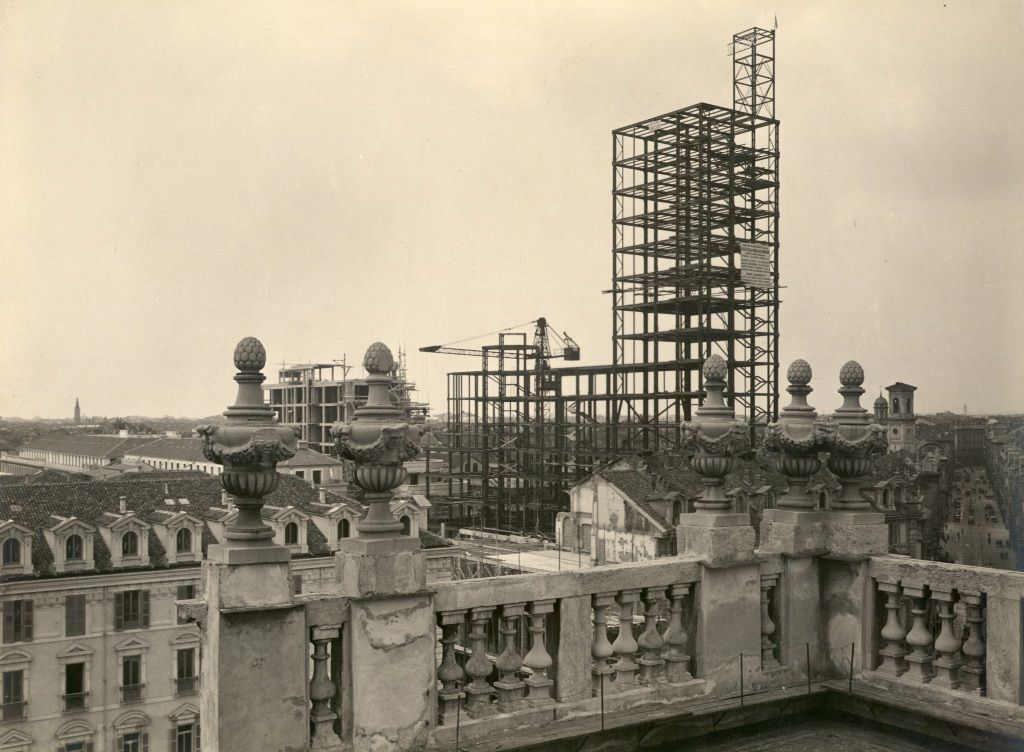
Budowa wieżowca w 1933

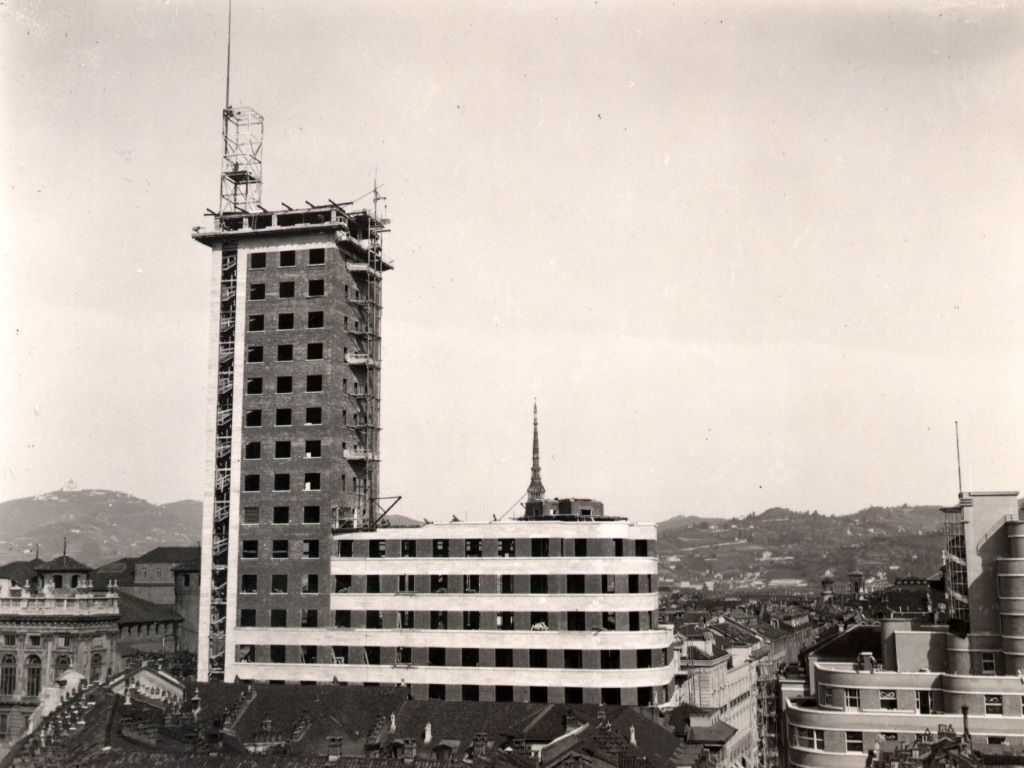
Prace konstrukcyjne

Obiekt powstał w latach 1933-1934, według projektu architekta Armando Melisa de Villi i inżyniera Giovanniego Bernocco, podczas rządów Benito Mussoliniego, w ramach projektu przebudowy via Roma Nuova (pierwszy odcinek od Piazza Castello do Piazza San Carlo). Podczas gdy kamienice i pałace przy sąsiednim Piazza Castello pozostają symbolem Włoch monarchistycznych i starego Królestwa, ta wyrastająca ponad przeciętność budowla miała w założeniu patrzeć wprost w przyszłość nowego kraju, pragnącego uwolnić się od monarchicznych korzeni i reliktów Królestwa. Wizualny kontrast między wieżowcem i starszym otoczeniem jest dla widza natychmiastowy i znaczący. Nie brakowało kontrowersji wokół istnienia tego budynku, ponieważ zbyt różnił się on od barokowego stylu i architektury sąsiedztwa. Przez lata część mieszkańców miasta nazywała go np. il dito del Duce, czy pugno nell’occhio (obrzydliwy).
Początkowo zamierzono umieścić w wieżowcu biura Narodowej Partii Faszystowskiej, ale zamiar ten nigdy nie został zrealizowany. Siedziba partii znajdowała się najpierw w Mediolanie, a następnie w Rzymie. Mimo tego przyjęła się nazwa Torre Littoria, pochodząca od fascio littorio (wiązek liktorskich, symboli włoskiego faszyzmu). Ostatecznie w całości przejęło go Królewskie Towarzystwo Ubezpieczeń Wzajemnych (wł. Reale Mutua Assicurazioni), które sfinansowało budowę i przeznaczyło go na luksusowe rezydencje i biura (przedsiębiorstwo jest nadal właścicielem budowli). 13 lipca 1943 wieżowiec został niezbyt silnie uszkodzony w trakcie bombardowań alianckich. Odnotowano wówczas niewielkie uszkodzenia infrastruktury wodociągowej i stłuczenie szkła. Na szczycie wieży znajdowała się jedna z 58 syren ochrony przeciwlotniczej w mieście.
W 2021 studio Benedetto Camerana dla Reali Immobili poddało budynek renowacji, tworząc jedenaście luksusowych apartamentów z widokiem 360° na miasto i okolicę. Przebudowa ta miała na celu utworzyć mieszkania z licznymi oknami wprowadzające do wszystkich pomieszczeń współczesną wersję „Theatrum Sabaudiae”, czyli zbiór obrazów ukazujących główne miejsca należące do Księstwa Sabaudii pod koniec XVII wieku.

## Architektura
Budynek ma 21 (19) pięter i 87 (109 z anteną na szczycie) metrów wysokości. Reprezentuje tzw. włoski styl racjonalistyczny (racjonalizm, prąd modernizmu) z silnymi wpływami ekspresjonistycznymi. Wieża jest wysoką, wąską budowlą, która z czasem stała się integralną częścią barokowej oprawy Piazza Castello. 
Obiekt powstał przy użyciu innowacyjnych w swoich czasach technologii i materiałów, takich jak np. pustaki szklane stosowane w zaokrąglonych narożach balkonów, klinkier i linoleum. Konstrukcja nośna składa się z metalowej ramy spawanej elektrycznie, co czyni go unikalnym budynkiem w skali ówczesnej architektury miasta.
Wieżowiec składa się z dwóch zróżnicowanych części. Niska bryła bloku San Emanuele nawiązuje do schematu frontów kamienic zlokalizowanych przy via Roma, operując kontrastem trawertyn/cegła. Architekci skontrastowali horyzontalny wydźwięk dolnej części bryły (podkreślony gzymsami i systemem okien podkreślonych dużymi pasiastymi tłami) z silnie wertykalną górną bryłą. Wysoka wieża wyrasta z tej tradycyjnej formalnie bryły San Emanuele. Szczególny nacisk położono na walory technologiczne budowli. Podkreśliła to kampania fotograficzna Mario Gabinio, która ilustrowała fazę budowy i rosnący stopniowo stalowy rdzeń konstrukcyjny budynku. Tarasy z pustaków szklanych, półprzezroczystych i mieniących się, zwłaszcza w nocy, nadały budynkowi nowoczesny i fantastyczny wygląd. W miejscu przecięcia się wieży z niższym blokiem, zamiast dachu przewidzianego w pierwszym projekcie, zbudowano attykę.

## Galeria

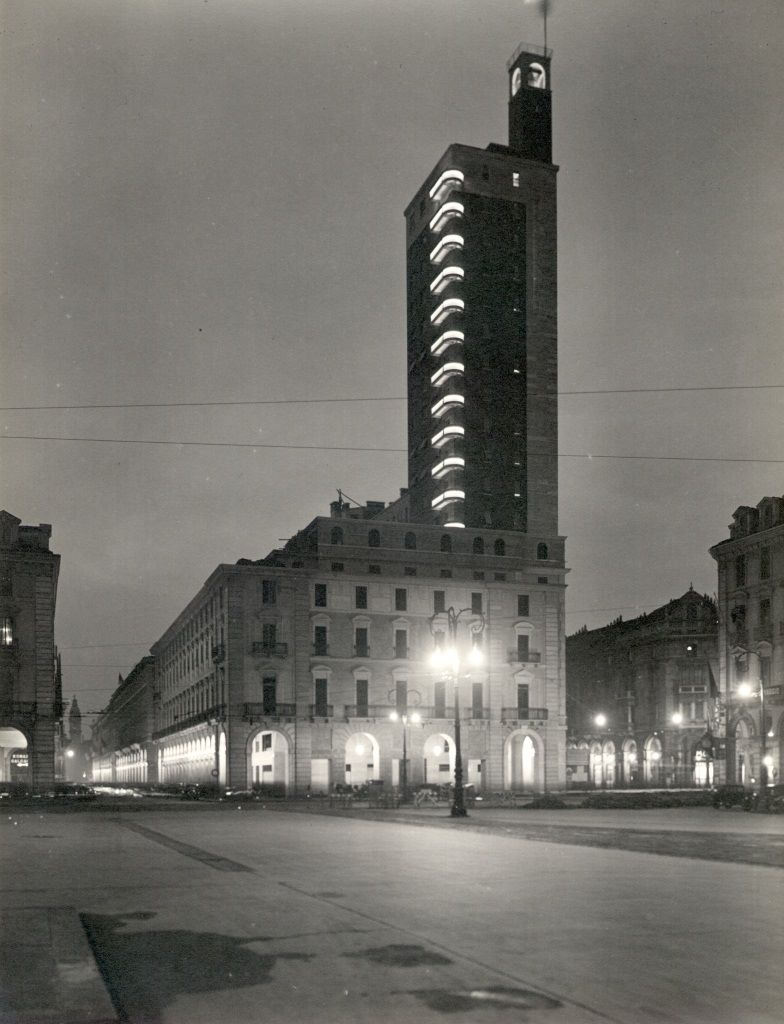
Widok z 1934
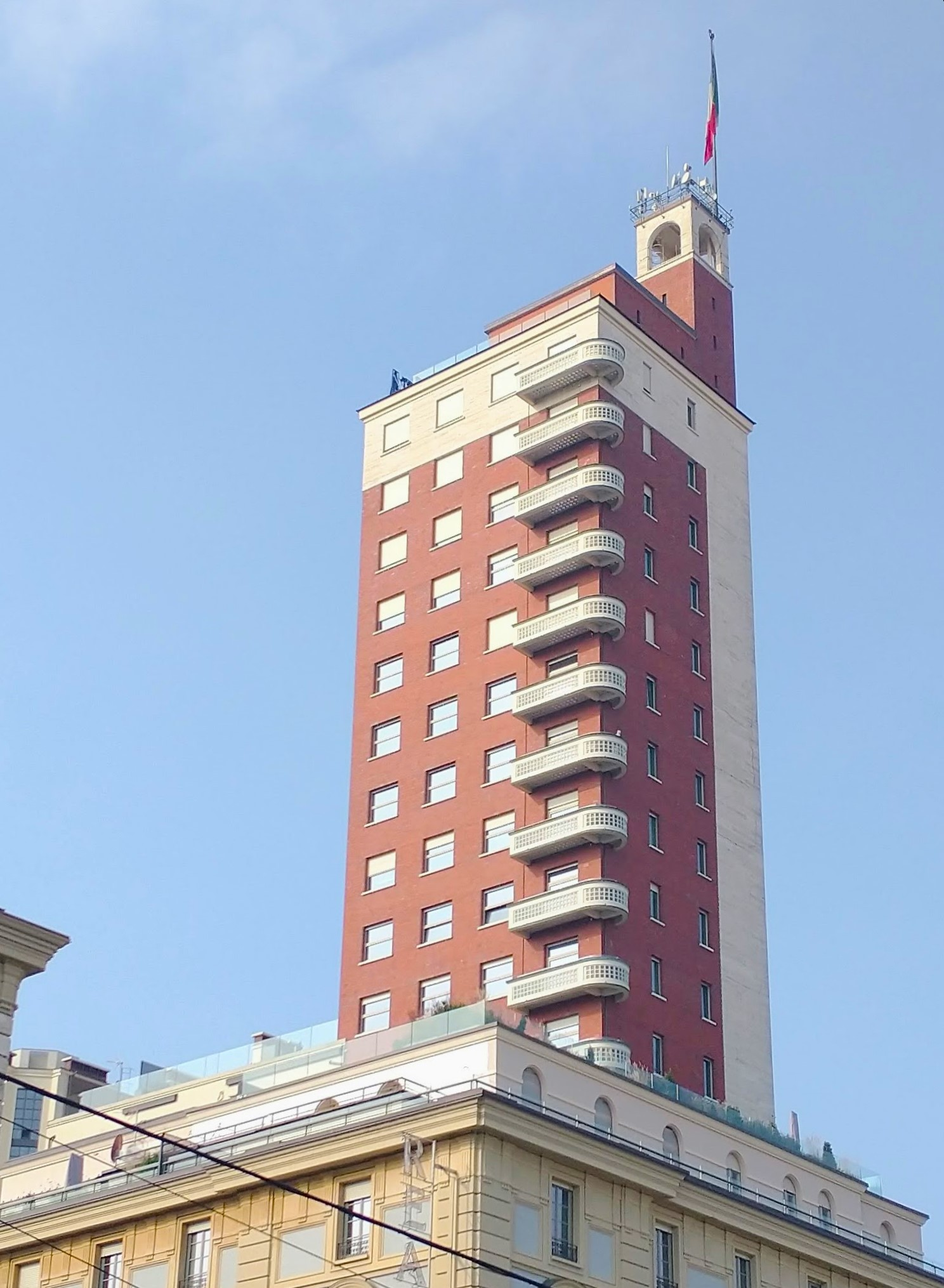
Balkony
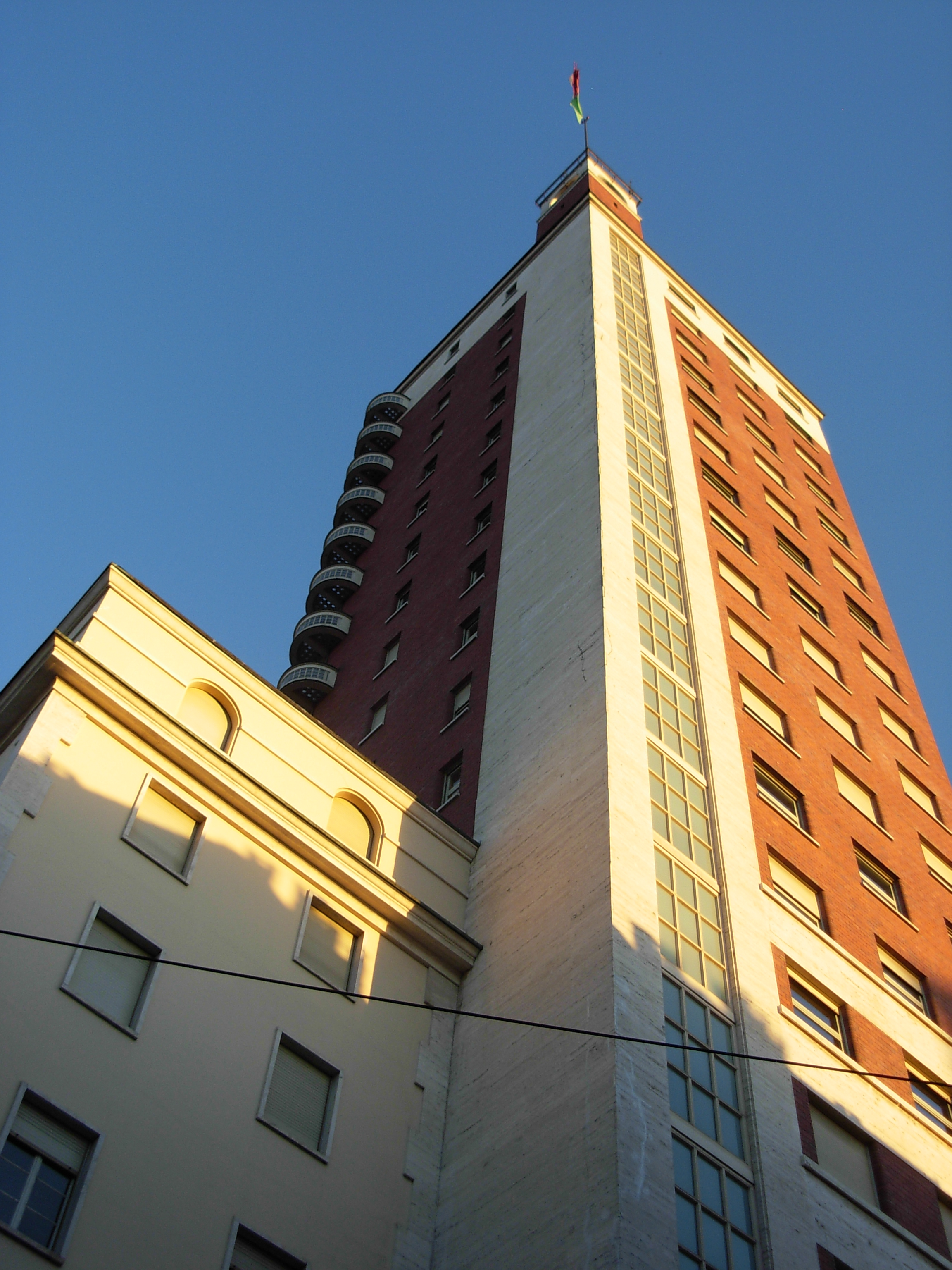
Detal